# Літній палац (Пекін)

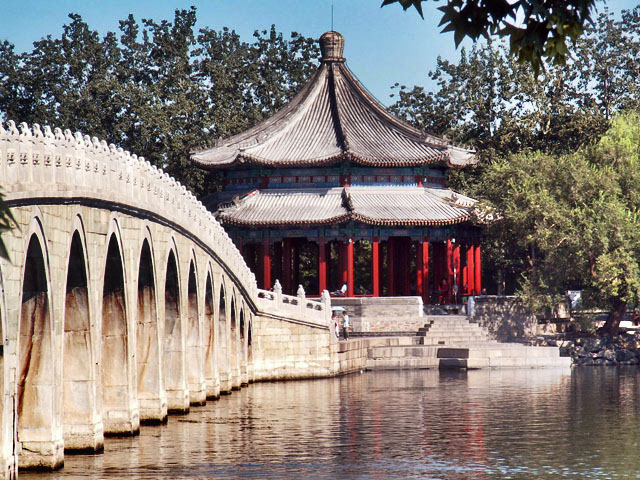
Міст із 17 прогонів

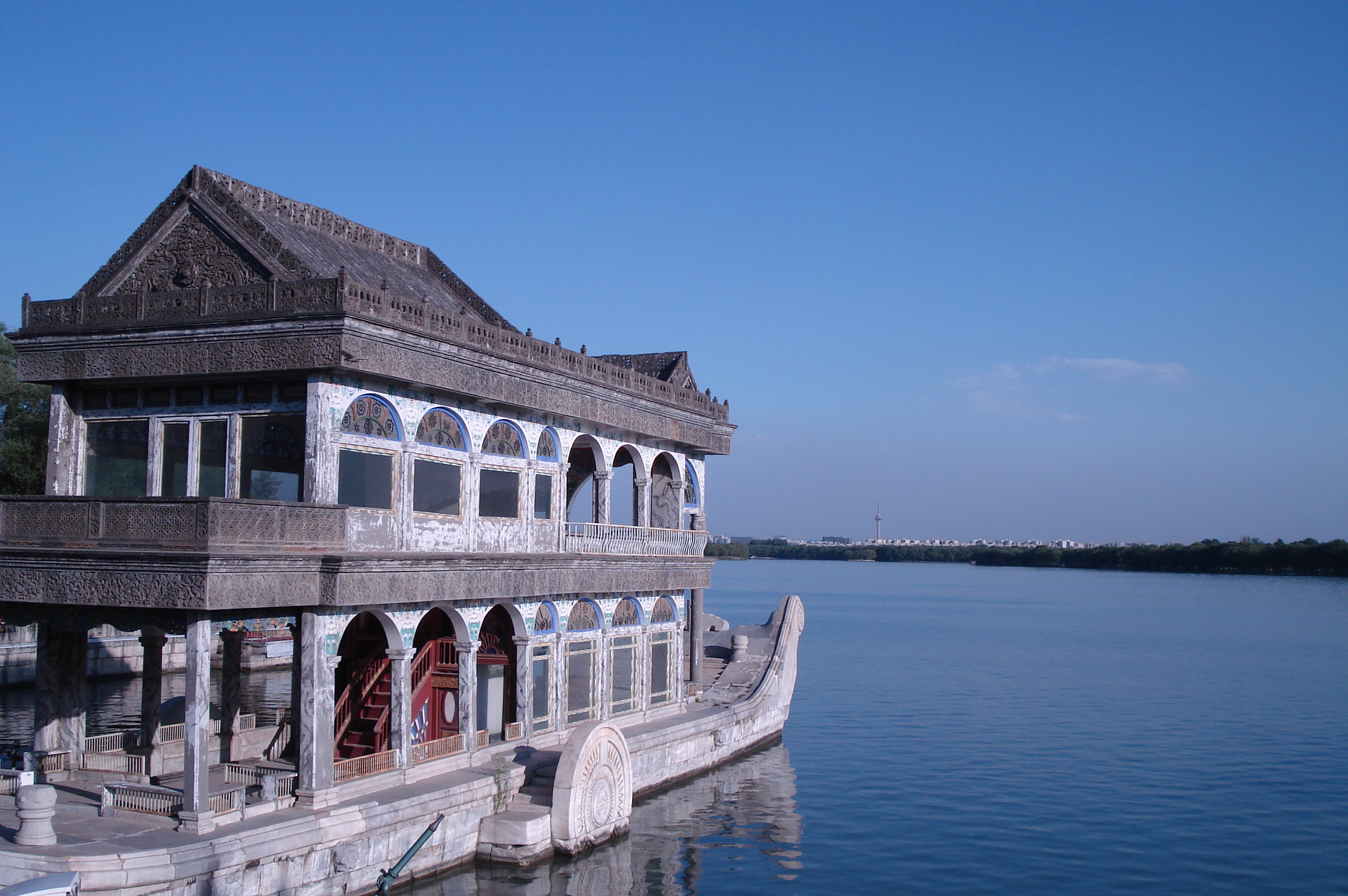
Мармуровий човен

Літній імператорський палац (кит.: 頤和園, Парк Іхеюань) — літня резиденція імператорів династії Цін на околиці Пекіна. Парк з понад 3000 будівлями занесений до списку Світової спадщини ЮНЕСКО. На захід до 1860 року знаходились великі Імператорські сади.

## Опис
Його загальна площа — близько 290 гектарів. Розташована у північній частині парку гора Ваньшоушань («Гора довголіття») займає чверть цієї площі, а озеро Куньмінху, яке знаходиться на південь від гори, — приблизно три чверті. Він розташований у північно-західному передмісті Пекіна, за 15 км від міста.
Різні за формою архітектурні будови мають понад 3000 приміщень. Архітектурні групи поділяють на адміністративні, побутові та екскурсійні.
Павільйони і тераси, галереї та коридори, палаци та храми, а також маленькі мости відмінно гармонують з природними гірськими вершинами й широко розстеляється озером. Штучний садово-парковий ансамбль і природа з'єднуються в одне ціле.
Уздовж берега проходить Довгий коридор, занесений до Книги рекордів Гіннесса як «найдовший у світі розмальований коридор» — 728 метрів. На стінах висять близько 8000 картин. Навколо стоять бронзові фігури драконів та левів — символи імператорської могутності.

### Архітектурний ансамбль парку
- головний вхід — Дунгунмень («Ворота до східних палаців»)
- палац Женьшоудянь («Палац людяності та довголіття»)
- палац Дехеюань («Палац чеснот та гармонії»)
- павільйон Лешоутан («Зал радості та довголіття»)
- павільйон Юйланьтан («Павільйон орхідей»)
- галерея Чанлан (найдовший у світі розмальований коридор)
- палац Пайюньдянь («Палац захмарних висот»)
- храм Дехойдянь («Храм сяяння чесноти»)
- храм Фосянге («Палац воскурювання пахощів на честь Будд»)
- храм Чжіхойхай («Море мудрості та розуму»)
- павільйон Баоюньге («Палац дорогоцінної хмари»)
- кам'яний корабель Цін'яньфан (Мармуровий човен)
- арковий міст Шіцікунцяо («міст із 17 прогинів»)
- павільйон Лунванмяо («Храм царя драконів»)
- павільйон Ханьсютан («Зал скромності»)
- міст Юйдайцяо («Нефритовий пояс»)

## Історія
Створення «Саду чистої брижі» розпочали 1750 року за наказом імператора Хунлі з влаштування рукотворного озера Куньмін (прообраз — Дяньчі). Спочатку називався Цін'іюань. З виритої при будівництві озера землі було зведено пагорб Довголіття, на вершині якого збудовано кілька буддійських храмів.
Парк неодноразово перебудовували. У 1860 році парк сильно постраждав під час військових дій. А в 1886 році була проведена реконструкція парку на колишньому місці. У 1888 році парк реконструювався і був перейменований в Іхеюань.
На березі, де стоїть відомий Мармуровий човен, полюбляла обідати імператриця Цисі, яка витратила на створення Літнього палацу гроші, зібрані на будівництво китайського військово-морського флоту — 30 мільйонів лян срібла (937,500 кг).